# ژاناتیلک
ژاناتیلک (به قزاقی: Zhanatilek) یک منطقهٔ مسکونی در قزاقستان است که در شهرستان بایاناول واقع شده‌است. ژاناتیلک ۱٬۱۹۷ نفر جمعیت دارد.